# Över-Brynntjärnen
Över-Brynntjärnen är en sjö i Härjedalens kommun i Härjedalen och ingår i Ljungans huvudavrinningsområde.